# Großer Preis der Schweiz (Motorrad)

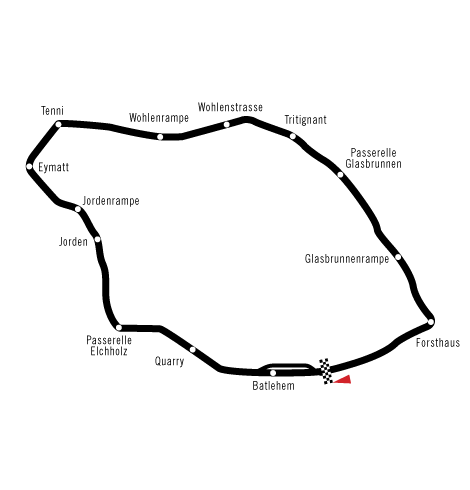
Bremgarten-Rundstrecke

Der Große Preis der Schweiz für Motorräder war ein Motorrad-Rennen, das zwischen 1922 und 1959 insgesamt 25-mal ausgetragen wurde und zwischen 1949 und 1954 zur Motorrad-Weltmeisterschaft zählte.

## Geschichte
Der Grand Prix wurde erstmals 1922 ausgetragen und fand im Rahmen der Motorrad-Weltmeisterschaft im Jahr 1949 und von 1951 bis zum Verbot von Rundstreckenrennen in der Schweiz 1954 in Bremgarten in Bern und 1950 auf dem Circuit des Nations in Genf statt.
Für 1939 war der Große Preis der Schweiz auf einer neuen Strecke in Schwamendingen vorgesehen. Das Rennen wurde jedoch wegen des Ausbruchs des Zweiten Weltkrieges abgesagt.

## Statistik

### Von 1922 bis 1948
(gefärbter Hintergrund = als Europameisterschafts-Lauf ausgetragen)
| Auflage | Jahr | Strecke    | Klasse              | Sieger                                         |
| ------- | ---- | ---------- | ------------------- | ---------------------------------------------- |
| 1       | 1922 | Joux       | 250 cm³             | G. Trezza (Moser)                              |
| 1       | 1922 | Joux       | 350 cm³             | Heusser (Condor)                               |
| 1       | 1922 | Joux       | 500 cm³             | Lavanchy (Douglas)                             |
| 1       | 1922 | Joux       | 1000 cm³            | Jean Borsetti (Harley-Davidson)                |
| 1       | 1922 | Joux       | Gespanne (600 cm³)  | Félix Pélissier / unbekannt (Motosacoche)      |
| 1       | 1922 | Joux       | Gespanne (1000 cm³) | Edouard Gex / unbekannt (Motosacoche)          |
|         |      |            |                     |                                                |
| 2       | 1923 | Genf       | 250 cm³             | Paul Dinkel (Condor)                           |
| 2       | 1923 | Genf       | 350 cm³             | Isacco Mariani (Garelli)                       |
| 2       | 1923 | Genf       | 500 cm³             | Paul Péan (Peugeot)                            |
| 2       | 1923 | Genf       | Gespanne (600 cm³)  | Souvairan / unbekannt (Motosacoche)            |
| 2       | 1923 | Genf       | Gespanne (1000 cm³) | Alfredo Carmine / unbekannt (Harley-Davidson)  |
|         |      |            |                     |                                                |
| 3       | 1924 | Genf       | 250 cm³             | Léon Divorne (Condor)                          |
| 3       | 1924 | Genf       | 350 cm³             | Tommy de la Hay (Sunbeam)                      |
| 3       | 1924 | Genf       | 500 cm³             | Graham Walker (Sunbeam)                        |
| 3       | 1924 | Genf       | Gespanne (600 cm³)  | Jean Borsetti / unbekannt (Sunbeam)            |
| 3       | 1924 | Genf       | Gespanne (1000 cm³) | Verdy / unbekannt (Motosacoche)                |
|         |      |            |                     |                                                |
| 4       | 1927 | Genf       | 125 cm³             | O. Graf (Zehnder)                              |
| 4       | 1927 | Genf       | 175 cm³             | Alexandre Hommaire (Monet-Goyon)               |
| 4       | 1927 | Genf       | 250 cm³             | Licinio Lasagni (Moto Guzzi)                   |
| 4       | 1927 | Genf       | 350 cm³             | Jimmie Simpson (A.J.S.)                        |
| 4       | 1927 | Genf       | 500 cm³             | Stanley Woods (Norton)                         |
| 4       | 1927 | Genf       | Gespanne (350 cm³)  | Alexandre Hommaire / unbekannt (Monet-Goyon)   |
| 4       | 1927 | Genf       | Gespanne (600 cm³)  | Edgar d’Eternod / unbekannt (Sunbeam)          |
| 4       | 1927 | Genf       | Gespanne (1000 cm³) | Claude Cérésole / unbekannt (Harley-Davidson)  |
|         |      |            |                     |                                                |
| 5       | 1928 | Genf       | 125 cm³             | Paul Lehmann (Moser)                           |
| 5       | 1928 | Genf       | 175 cm³             | Alfredo Panella (Ladetto-Blatto)               |
| 5       | 1928 | Genf       | 250 cm³             | Cecil Ashby (OK-Supreme)                       |
| 5       | 1928 | Genf       | 350 cm³             | Wal Handley (Motosacoche)                      |
| 5       | 1928 | Genf       | 500 cm³             | Wal Handley (Motosacoche)                      |
| 5       | 1928 | Genf       | Gespanne (350 cm³)  | Syd Crabtree / unbekannt (Excelsior)           |
| 5       | 1928 | Genf       | Gespanne (600 cm³)  | Edgar d’Eternod / unbekannt (Sunbeam)          |
| 5       | 1928 | Genf       | Gespanne (1000 cm³) | kein Starter erreichte das Ziel                |
|         |      |            |                     |                                                |
| 6       | 1929 | Genf       | 125 cm³             | Crotti (Zehnder)                               |
| 6       | 1929 | Genf       | 175 cm³             | G. Trezza (Allegro)                            |
| 6       | 1929 | Genf       | 250 cm³             | Otto Zehnder (Zehnder)                         |
| 6       | 1929 | Genf       | 350 cm³             | François Gaussorgues (Monet-Goyon)             |
| 6       | 1929 | Genf       | 500 cm³             | Emil Frey (Radco)                              |
|         |      |            |                     |                                                |
| 7       | 1930 | Lugano     | 125 cm³             | A. Liechti (Zehnder)                           |
| 7       | 1930 | Lugano     | 175 cm³             | Raffaele Alberti (Ancora-Villiers)             |
| 7       | 1930 | Lugano     | 250 cm³             | Felice Nazzaro (Moto Guzzi)                    |
| 7       | 1930 | Lugano     | 350 cm³             | Ernst Hänni (Condor)                           |
| 7       | 1930 | Lugano     | 500 cm³             | Gugoltz (Sunbeam)                              |
|         |      |            |                     |                                                |
| 8       | 1931 | Bremgarten | 125 cm³             | A. Liechti (Zehnder)                           |
| 8       | 1931 | Bremgarten | 175 cm³             | Carlo Baschieri (Moto Guzzi)                   |
| 8       | 1931 | Bremgarten | 250 cm³             | Terzo Bandini (Moto Guzzi)                     |
| 8       | 1931 | Bremgarten | 350 cm³             | Percy Hunt (Norton)                            |
| 8       | 1931 | Bremgarten | 500 cm³             | Stanley Woods (Norton)                         |
| 8       | 1931 | Bremgarten | Gespanne (600 cm³)  | Hans Stärkle / Cilly Stärkle (NSU)             |
| 8       | 1931 | Bremgarten | Gespanne (1000 cm³) | Paul Weyres / unbekannt (Harley-Davidson)      |
|         |      |            |                     |                                                |
| 9       | 1932 | Bremgarten | 125 cm³             | H. Schorr (Zehnder)                            |
| 9       | 1932 | Bremgarten | 175 cm³             | Carlo Baschieri (Benelli)                      |
| 9       | 1932 | Bremgarten | 250 cm³             | Carlo Fumagalli (Moto Guzzi)                   |
| 9       | 1932 | Bremgarten | 350 cm³             | Stanley Woods (Norton)                         |
| 9       | 1932 | Bremgarten | 500 cm³             | Stanley Woods (Norton)                         |
| 9       | 1932 | Bremgarten | Gespanne (600 cm³)  | Hans Stärkle / Cilly Stärkle (NSU)             |
| 9       | 1932 | Bremgarten | Gespanne (1000 cm³) | Paul Weyres / ohne Passagier (Harley-Davidson) |
|         |      |            |                     |                                                |
| 10      | 1933 | Bremgarten | 175 cm³             | Carlo Fumagalli (Miller Balsamo)               |
| 10      | 1933 | Bremgarten | 250 cm³             | Wal Handley (Moto Guzzi)                       |
| 10      | 1933 | Bremgarten | 350 cm³             | Percy Hunt (Norton)                            |
| 10      | 1933 | Bremgarten | 500 cm³             | Stanley Woods (Norton)                         |
| 10      | 1933 | Bremgarten | Gespanne (600 cm³)  | Hans Stärkle / Cilly Stärkle (NSU)             |
| 10      | 1933 | Bremgarten | Gespanne (1000 cm³) | Paul Weyres / ohne Passagier (Harley-Davidson) |
|         |      |            |                     |                                                |
| 11      | 1934 | Bremgarten | 250 cm³             | Amilcare Moretti (Moto Guzzi)                  |
| 11      | 1934 | Bremgarten | 350 cm³             | Jimmie Simpson (Norton)                        |
| 11      | 1934 | Bremgarten | 500 cm³             | Jimmie Simpson (Norton)                        |
| 11      | 1934 | Bremgarten | Gespanne (600 cm³)  | Hans Stärkle / Cilly Stärkle (NSU)             |
| 11      | 1934 | Bremgarten | Gespanne (1000 cm³) | Josef Möritz / unbekannt (Victoria)            |
|         |      |            |                     |                                                |
| 12      | 1935 | Bremgarten | 250 cm³             | Walfried Winkler (DKW)                         |
| 12      | 1935 | Bremgarten | 350 cm³             | Walter Rusk (Norton)                           |
| 12      | 1935 | Bremgarten | 500 cm³             | Jimmie Guthrie (Norton)                        |
| 12      | 1935 | Bremgarten | Gespanne (600 cm³)  | Hans Stärkle / Cilly Stärkle (NSU)             |
| 12      | 1935 | Bremgarten | Gespanne (1000 cm³) | Ernst Stärkle / Stärkle (BMW)                  |
|         |      |            |                     |                                                |
| 13      | 1936 | Bremgarten | 250 cm³             | Omobono Tenni (Moto Guzzi)                     |
| 13      | 1936 | Bremgarten | 350 cm³             | Jimmie Guthrie (Norton)                        |
| 13      | 1936 | Bremgarten | 500 cm³             | Jimmie Guthrie (Norton)                        |
| 13      | 1936 | Bremgarten | Gespanne (600 cm³)  | Toni Babl / Julius Beer (DKW)                  |
| 13      | 1936 | Bremgarten | Gespanne (1000 cm³) | Paul Weyres / Barths (Harley-Davidson)         |
|         |      |            |                     |                                                |
| 14      | 1937 | Bremgarten | 250 cm³             | Omobono Tenni (Moto Guzzi)                     |
| 14      | 1937 | Bremgarten | 350 cm³             | Jimmie Guthrie (Norton)                        |
| 14      | 1937 | Bremgarten | 500 cm³             | Jimmie Guthrie (Norton)                        |
| 14      | 1937 | Bremgarten | Gespanne (600 cm³)  | Karl Braun / Ernst Badsching (DKW)             |
| 14      | 1937 | Bremgarten | Gespanne (1000 cm³) | Hans Schumann / Julius Beer (DKW)              |
|         |      |            |                     |                                                |
| 15      | 1938 | Genf       | 250 cm³             | Ewald Kluge (DKW)                              |
| 15      | 1938 | Genf       | 350 cm³             | Harold Daniell (Norton)                        |
| 15      | 1938 | Genf       | 500 cm³             | Harold Daniell (Norton)                        |
| 15      | 1938 | Genf       | Gespanne (600 cm³)  | Arthur Horton / Les Seals (Norton)             |
|         |      |            |                     |                                                |
| 16      | 1946 | Genf       | 250 cm³             | Celeste Cavaciuti (Moto Guzzi)                 |
| 16      | 1946 | Genf       | 350 cm³             | W. Hess (Velocette)                            |
| 16      | 1946 | Genf       | 500 cm³             | Nello Pagani (Gilera)                          |
| 16      | 1946 | Genf       | Gespanne            | Ferdinand Aubert / Rudi Grob (Norton)          |
|         |      |            |                     |                                                |
| 17      | 1947 | Bremgarten | 250 cm³             | Bruno Francisci (Moto Guzzi)                   |
| 17      | 1947 | Bremgarten | 350 cm³             | Fergus Anderson (Velocette)                    |
| 17      | 1947 | Bremgarten | 500 cm³             | Omobono Tenni (Moto Guzzi)                     |
| 17      | 1947 | Bremgarten | Gespanne            | Luigi Cavanna / Paolo Cavanna (Moto Guzzi)     |
|         |      |            |                     |                                                |
| 18      | 1948 | Genf       | 250 cm³             | Dario Ambrosini (Benelli)                      |
| 18      | 1948 | Genf       | 350 cm³             | Artie Bell (Norton)                            |
| 18      | 1948 | Genf       | 500 cm³             | Harold Daniell (Norton)                        |
| 18      | 1948 | Genf       | Gespanne            | Hans Haldemann / ? (Norton)                    |

### Von 1949 bis 1954
| Auflage | Jahr | Strecke    | Klasse   | Sieger                       | Zweiter                        | Dritter                         | Schn. Rennrunde                |
| ------- | ---- | ---------- | -------- | ---------------------------- | ------------------------------ | ------------------------------- | ------------------------------ |
| 19      | 1949 | Bremgarten | 125 cm³  | Nello Pagani (F.B Mondial)   | Renato Magi (Moto Morini)      | Celeste Cavaciuti (F.B Mondial) | Nello Pagani (F.B Mondial)     |
| 19      | 1949 | Bremgarten | 250 cm³  | Bruno Ruffo (Moto Guzzi)     | Dario Ambrosini (Benelli)      | Fergus Anderson (Moto Guzzi)    | Fergus Anderson (Moto Guzzi)   |
| 19      | 1949 | Bremgarten | 350 cm³  | Freddie Frith (Velocette)    | Leslie Graham (A.J.S.)         | William Doran (A.J.S.)          | Freddie Frith (Velocette)      |
| 19      | 1949 | Bremgarten | 500 cm³  | Leslie Graham (A.J.S.)       | Arciso Artesiani (Gilera)      | Harold Daniell (Norton)         | Ted Frend (A.J.S.)             |
| 19      | 1949 | Bremgarten | Gespanne | Oliver / Jenkinson (Norton)  | Frigerio / Dobelli (Gilera)    | Haldemann / Läderach (Norton)   | Oliver / Jenkinson (Norton)    |
|         |      |            |          |                              |                                |                                 |                                |
| 20      | 1950 | Genf       | 250 cm³  | Dario Ambrosini (Benelli)    | Bruno Ruffo (Moto Guzzi)       | Dickie Dale (Benelli)           | Dario Ambrosini (Benelli)      |
| 20      | 1950 | Genf       | 350 cm³  | Leslie Graham (A.J.S.)       | Bob Foster (Velocette)         | Geoff Duke (Norton)             | Bob Foster (Velocette)         |
| 20      | 1950 | Genf       | 500 cm³  | Leslie Graham (A.J.S.)       | Umberto Masetti (Gilera)       | Carlo Bandirola (Gilera)        | Carlo Bandirola (Gilera)       |
| 20      | 1950 | Genf       | Gespanne | Oliver / Dobelli (Norton)    | Frigerio / Ricotti (Gilera)    | Aubert / Aubert (Norton)        | Oliver / Dobelli (Norton)      |
|         |      |            |          |                              |                                |                                 |                                |
| 21      | 1951 | Bremgarten | 250 cm³  | Dario Ambrosini (Benelli)    | Bruno Ruffo (Moto Guzzi)       | Gianni Leoni (Moto Guzzi)       | Dario Ambrosini (Benelli)      |
| 21      | 1951 | Bremgarten | 350 cm³  | Leslie Graham (Velocette)    | Cecil Sandford (Velocette)     | Reg Armstrong (A.J.S.)          | Reg Armstrong (A.J.S.)         |
| 21      | 1951 | Bremgarten | 500 cm³  | Fergus Anderson (Moto Guzzi) | Reg Armstrong (A.J.S.)         | Enrico Lorenzetti (Moto Guzzi)  | Fergus Anderson (Moto Guzzi)   |
| 21      | 1951 | Bremgarten | Gespanne | Frigerio / Ricotti (Gilera)  | Milani / Pizzocri (Gilera)     | Merlo / Magri (Gilera)          | Oliver / Dobelli (Norton)      |
|         |      |            |          |                              |                                |                                 |                                |
| 22      | 1952 | Bremgarten | 250 cm³  | Fergus Anderson (Moto Guzzi) | Enrico Lorenzetti (Moto Guzzi) | Leslie Graham (Benelli)         | Enrico Lorenzetti (Moto Guzzi) |
| 22      | 1952 | Bremgarten | 350 cm³  | Geoff Duke (Norton)          | Rod Coleman (A.J.S.)           | Reg Armstrong (Norton)          | Geoff Duke (Norton)            |
| 22      | 1952 | Bremgarten | 500 cm³  | Jack Brett (A.J.S.)          | William Doran (A.J.S.)         | Carlo Bandirola (MV Agusta)     | Jack Brett (A.J.S.)            |
| 22      | 1952 | Bremgarten | Gespanne | Milani / Pizzocri (Gilera)   | Smith / Clements (Norton)      | Drion / Onslow (Norton)         | Frigerio / Ricotti (Gilera)    |
|         |      |            |          |                              |                                |                                 |                                |
| 23      | 1953 | Bremgarten | 250 cm³  | Reg Armstrong (NSU)          | Alano Montanari (Moto Guzzi)   | Fergus Anderson (Moto Guzzi)    | Reg Armstrong (NSU)            |
| 23      | 1953 | Bremgarten | 350 cm³  | Fergus Anderson (Moto Guzzi) | Ken Kavanagh (Norton)          | Rod Coleman (A.J.S.)            | Fergus Anderson (Moto Guzzi)   |
| 23      | 1953 | Bremgarten | 500 cm³  | Geoff Duke (Gilera)          | Alfredo Milani (Gilera)        | Reg Armstrong (Gilera)          | Rod Coleman (A.J.S.)           |
| 23      | 1953 | Bremgarten | Gespanne | Oliver / Dibben (Norton)     | Smith / Nutt (Norton)          | Noll / Cron (BMW)               | Oliver / Dibben (Norton)       |
|         |      |            |          |                              |                                |                                 |                                |
| 24      | 1954 | Bremgarten | 250 cm³  | Rupert Hollaus (NSU)         | Georg Braun (NSU)              | Hermann Paul Müller (NSU)       | Rupert Hollaus (NSU)           |
| 24      | 1954 | Bremgarten | 350 cm³  | Fergus Anderson (Moto Guzzi) | Ken Kavanagh (Moto Guzzi)      | Ray Amm (Norton)                | Fergus Anderson (Moto Guzzi)   |
| 24      | 1954 | Bremgarten | 500 cm³  | Geoff Duke (Gilera)          | Ray Amm (Norton)               | Reg Armstrong (Gilera)          | Geoff Duke (Gilera)            |
| 24      | 1954 | Bremgarten | Gespanne | Noll / Cron (BMW)            | Smith / Dibben (Norton)        | Faust / Remmert (BMW)           | Noll / Cron (BMW)              |

### 1959
| Jahr | Strecke | Klasse  | Sieger                   |
| ---- | ------- | ------- | ------------------------ |
| 1959 | Locarno | 125 cm³ | Luigi Taveri (MZ)        |
| 1959 | Locarno | 175 cm³ | Francesco Villa (Ducati) |
| 1959 | Locarno | 250 cm³ | Geoff Duke (Benelli)     |
| 1959 | Locarno | 350 cm³ | Geoff Duke (Norton)      |
| 1959 | Locarno | 500 cm³ | Geoff Duke (Norton)      |